# Gynoplistia (Gynoplistia) chalybicolor
Gynoplistia (Gynoplistia) chalybicolor is een tweevleugelige uit de familie steltmuggen (Limoniidae). De soort komt voor in het Australaziatisch gebied.